# Nonnus van Panopolis

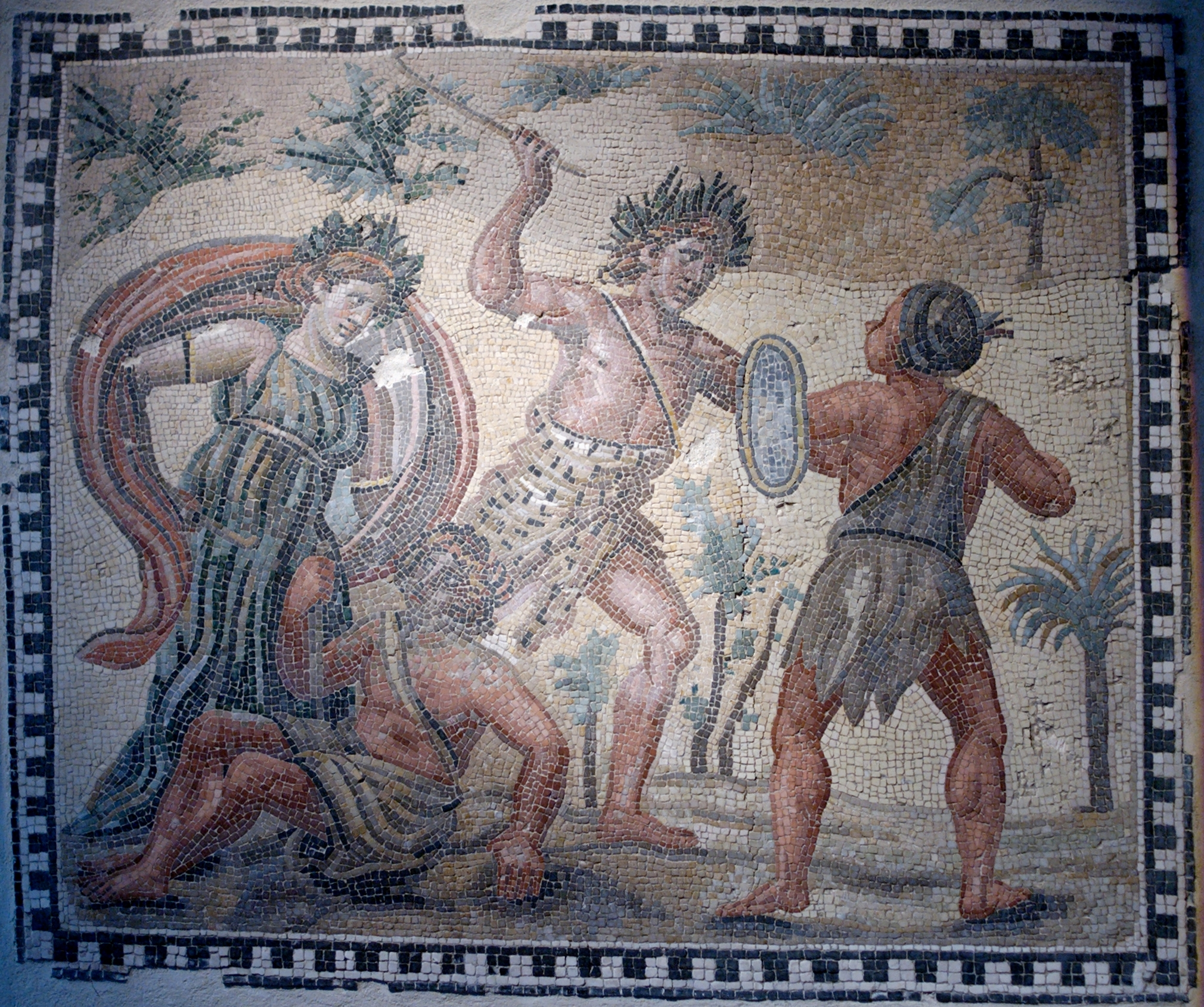
Dionysos vecht met Indiërs, scène uit het werk van Nonnus

Nonnus (Grieks Νόννος) was een Griekstalige Egyptenaar en epische dichter uit de 5e eeuw na Chr.

## Leven en werk
Er is maar weinig bekend over het leven van Nonnus. Hij is waarschijnlijk geboren in Panopolis, in het noorden van Egypte, wellicht midden 5e eeuw na Christus. Noord-Egypte was in de periode van de derde tot de zesde eeuw een centrum van epische poëzie, waar ook onder meer Triphiodorus, Musaeus en Colluthus werkzaam waren.
Nonnus' Dionysiaca is het langst overgeleverd dichtwerk uit de oudheid. In dit breedvoerig epos behandelt hij de geschiedenis van de god Dionysus, vooral dan zijn reis naar India. Het is een verzameling van 21 382 verzen in dactylische hexameters in 48 boeken. Dit is slechts 7000 verzen korter dan de Ilias en Odyssea van Homerus samen. Homerus was dan ook zijn grote voorbeeld, zijn werk schreef hij in een episch-Homerisch taaleigen, weliswaar met veel neologismen in de typisch "Nonniaanse" stijl. Andere belangrijke voorbeelden van Nonnus zijn Hesiodus, Pindarus, Apollonius Rhodius en Achilles Tatius. Voor de episode met Pentheus (boek 44-45) was de Bacchae van Euripides een belangrijke bron. Er woedt een hevige discussie of hij ook zinspeelt op de Latijnse dichters Vergilius en Ovidius.
Naast de Dionysiaca schreef Nonnus ook de Metabolè. Dit gedicht is een metrische parafrase op het Johannes-evangelie. Dit hexametrische gedicht bevat 3650 verzen in 21 boeken, die beantwoorden aan de 21 hoofdstukken van het evangelie.
De verschillende aard van de Dionysiaca en de Metabolè roepen vragen op over het geloof van Nonnus. Gaat men ervan uit dat Nonnus van de antieke godsdienst naar het christendom overging, dan veronderstelt men dat de Dionysiaca eerder dan de Metabolè werden geschreven, ook al is dit werk minder verzorgd qua metriek en stijl. Volgens een andere theorie is de Dionysiaca jonger dan de Metabolè en ging Nonnus van het christendom over op de antieke religie. Wellicht werkte Nonnus echter gelijktijdig aan beide werken. Nonnus zou, volgens de hypothese die tegenwoordig doorgaans wordt aanvaard, een christen geweest zijn die ook een klassieke opleiding had genoten. Naast een uitgesproken christelijk werk componeerde hij ook een mythologisch epos. Dit epos was door zijn opleiding geïnspireerd en sprak zijn christelijke geloof niet expliciet tegen.
De stijl van Nonnus wordt zeer barok genoemd. Zijn poëzie is heel geleerd en bevat veel neologismen en literaire allusies. Zijn werk werd lange tijd niet als aantrekkelijk voor onderzoek beschouwd omdat het geschreven is op een kantelperiode tussen de klassieke oudheid en het Byzantijnse keizerrijk.